# Joyeux Noël !
Albums de Anne Sylvestre
La Petite Josette Chansons pour tous les temps
Joyeux Noël ! est un album d'Anne Sylvestre paru en 1981.

## Historique
C'est le neuvième album de la collection des Fabulettes dans sa réédition chez EPM Musique.

## Titres
Toutes les chansons sont écrites et composées par Anne Sylvestre.
| No  | Titre                          | Durée      |
| --- | ------------------------------ | ---------- |
| 1.  | Quand Noël s'en vient          | 3 min 40 s |
| 2.  | Noël n'est pas au magasin      | 2 min 39 s |
| 3.  | Grand Saint Nicolas            | 1 min 39 s |
| 4.  | L'Escalier de Noël             | 3 min 51 s |
| 5.  | Bonjour Madame Marie           | 3 min 24 s |
| 6.  | Petite Musique de Noël         | 1 min 17 s |
| 7.  | Noël au bout du monde          | 2 min 36 s |
| 8.  | Allô je vous appelle en cadeau | 2 min 43 s |
| 9.  | Les Indiens de Noël            | 5 min 39 s |
| 10. | Sapin sapin                    | 2 min 08 s |
| 11. | L'Adoration des tracteurs      | 2 min 26 s |
| 12. | Les Gâteaux de Noël            | 1 min 01 s |
| 13. | Noël des petits bateaux        | 59 s       |
| 14. | Mélanie dans la neige          | 3 min 34 s |

## Accueil critique
Pour le critique de L'Express qui rend compte de la sortie de l'album, « Elle semble s'adresser à chaque petite fille, à chaque petit garçon, en particulier. Les musiques ont la simplicité des comptines, les textes sont gais et, sans y toucher, s'achèvent sur des moralités venues du cœur ».
Pour Anne Bustarret, Anne Sylvestre « dépasse tous les formalismes de vœux aux ancêtres pour un vrai « Joyeux Noël » des enfants aux anciens, par téléphone. ».